# فرهنگ شریف
فرهنگ شریف (زادهٔ ۳ فروردین ۱۳۱۰ در آمل – درگذشتهٔ ۱۷ شهریور ۱۳۹۵ در تهران)، دارای نشان درجه یک هنری معادل دکتری، از چهره‌های ماندگار موسیقی، نوازنده و بداهه نواز تار اهل ایران بود.

## شروع فعالیت هنری
فرهنگ شریف در سوم فروردین سال ۱۳۱۰ در آمل متولد شد. وی از چهارسالگی تحت تأثیر آموزش موسیقی به وسیلهٔ پدرش و نیز رفت و آمد بزرگان موسیقی ایران به منزل آن‌ها خصوصاً عبدالحسین شهنازی و مرتضی نی داوود بود. پدر فرهنگ شریف دکتر داروساز بود و با اهل هنر نیز حشر و نشر بسیاری داشت.
فرهنگ شریف تار را نزد عبدالحسین شهنازی و مرتضی نی‌داوود، که از تارنوازان بزرگ اواخر دورهٔ قاجار و اوایل پهلوی بودند آموخت.
در دوازده‌سالگی نخستین تک‌نوازی خود را که زنده از رادیو پخش می‌شد با موفقیت اجرا کرد و به‌دنبال آن در اغلب برنامه‌های گل‌ها به عنوان تک‌نواز آواز، خوانندگان برنامه را همراهی می‌کرد، بخصوص برنامه‌ای که در تالار وحدت در ۱۳۵۳ همراه با حسین و اسدالله ملک، محمد موسوی و محمودی خوانساری و امیر ناصر افتتاح اجرا کرد، تمرکز و شفافیت نوازندگی او روی صحنه، شنیدنی بود.

## شیوه و تدریس
وی ابداعاتی در نحوهٔ انگشت‌گذاری و مضراب‌زنی در نقاط مختلف سیم‌های تار انجام می‌داد. همچنین او چند سال در آمریکا اقامت کرد. شریف بعد از بازگشت به ایران کلاس تدریس خصوصی تأسیس کرد و در کلاس‌های دانشگاه به عنوان نوازنده میهمان دعوت شد. سیمین دانشور در سال‌های تدریس زیباشناسی در دانشگاه تهران، سال‌های ۱۳۴۰ گاه از فرهنگ شریف دعوت می‌کرد که در کلاس‌های استتیک برای دانشجویان تار بزند و او نیز می‌پذیرفت.

### در کلام دیگران
یا به تعریفی از بزرگان موسیقی اصیل ایران:
جلیل شهناز، نوازندهٔ تار:
ساز گرم و دلنشین یعنی تار آقای فرهنگ شریف.
علی تجویدی، آهنگساز و نوازندهٔ ویولون:

آقای فرهنگ شریف در ساز تار ویرتوئز هستند. نوازندگی فرهنگ شریف برپایه بداهه آکنده از سونوریته‌های بی نظیر و صدادهی‌هایی بسیار شفاف و 
رساء و خلق فضاهایی پر از آرامش، ملودیهای غیرقابل وصف و موتیف‌هایی پر از اصالت و فرهنگ ایرانی می‌باشد. تکنیک ایشان بسیار شسته و رُفته‌است.
من همواره در خلق آثار و نوازندگی بسیار تحت تأثیر سبک این استاد بزرگ تار بوده‌ام.
احمد عبادی، نوازندهٔ سه‌تار:
هیچ‌کس در بداهه نوازی نظیر فرهنگ شریف نیست. فرهنگ شریف بداههٔ موسیقی اصیل ایرانی است.
اکبر گلپایگانی، خواننده:
تار فرهنگ شریف هویت ایران است و بعد از جلیل خان عنوان استاد تار شایسته ایشان است و با من هم همکاری زیاد داشته   .
بیژن ترقی، شاعر معاصر:
| بیهوده مکن ذهن پراکندهٔ خود تار |  | این زخمه زن نادره فرهنگ شریف است |

نواب صفا، شاعر معاصر:
| فرهنگ نیست که اینچنین چنگ می‌زند! |  | بال فرشته ایست که آهنگ می‌زند |

داریوش پیرنیاکان، آهنگساز و نوازندهٔ تار:
استاد فرهنگ شریف از چهره‌های بسیار بارز تارنوازی ایران است. زمانی که موسیقی در رادیو تعطیل شد نوازنده‌های برجسته‌ای چون استاد شریف ادامه دهنده راه موسیقی بودند. شیوه تارنوازی شریف مختص به خود اواست و با نوازندگی دیگر استادان تارنواز بسیار متفاوت خواهد بود. مضراب استاد شریف بسیار شفاف است و همواره از ملودی‌های زیبایی استفاده می‌کرد.
کیوان ساکت، نوازنده تار و سه تار ،آهنگساز و مدرس دانشگاه:
«استاد فرهنگ شریف یکی نوابغ نوازندگی تار معاصر بود که شیوه نوینی در نوازندگی و نگاه به نوازندگی تار را فراروی نسل خودش و نسل‌های بعدی گشود پیش از استاد فرهنگ شریف، تنها کسی که شیوه جدیدی از نوازندگی تار را ابداع کرد استاد علینقی وزیری بود.»

## نشان درجه‌یک هنر
فرهنگ شریف دارای گواهی‌نامهٔ درجه‌یک هنری معادل دکترا بود که در دورهٔ ریاست‌جمهوری محمد خاتمی به وی اهدا شد. همچنین نکوداشت فرهنگ شریف در فرهنگ‌سرای ارسباران با حضور افرادی حسین الهی قمشه‌ای، انوشیروان روحانی، داوود گنجه‌ای، هوشنگ ظریف، میلاد کیایی، محسن کرامتی، عبدالحسین مختاباد، سعید ثابت، افلیا پرتو، معصومه مهرعلی، فخری ملک‌پور، سیما مافیها، شهرام میرجلالی و حسین پرنیا برگزار شد.

## کنسرت‌ها
او از سوی مرکز حفظ میراث فرهنگی شرق در دانشگاه موزه هنر لندن برای برگزاری کنسرت پژوهشی و همچنین تشکیل کارگاه تخصصی ساز تار دعوت شد. در این سفر علاوه بر اجرای کنسرت پژوهشی ویژگی‌های ساز تار را در ۵ جلسه تشریح کرد. این کنسرت از سوی دانشجویان و علاقه‌مندان با استقبال فراوانی مواجه شد. فرهنگ شریف کنسرت‌های پژوهشی در کشورهای آلمان و انگلستان برگزار نمود. فرهنگ شریف در ایران نیز کنسرت‌های متعددی در تالارهای متعدد و جشنواره‌ها برگزار کرد و همچنین همراه با محمدرضا شجریان کنسرت‌های متعددی در کشور ایران و کشورهای مختلف اجرا نمود.

## کارنامه هنری
فرهنگ شریف در کارنامهٔ هنری خود با خوانندگانی چون حسین قوامی، گلپا، ایرج، تاج اصفهانی، دلکش، غلامحسین بنان، محمدرضا شجریان، علیرضا افتخاری، محمود محمودی خوانساری، مرضیه، حمیرا، هایده، روح‌انگیز و ناهید دایی جواد همنوازی داشت و در چند فستیوال بین‌المللی از جمله فستیوال موسیقی برلین توانسته‌است ساز تار را به‌خوبی به جهانیان بشناساند. فرهنگ شریف چند سالی را در دانشگاه‌های مطرح آمریکا به امر آموزش موسیقی مشغول بوده‌است.

## درگذشت

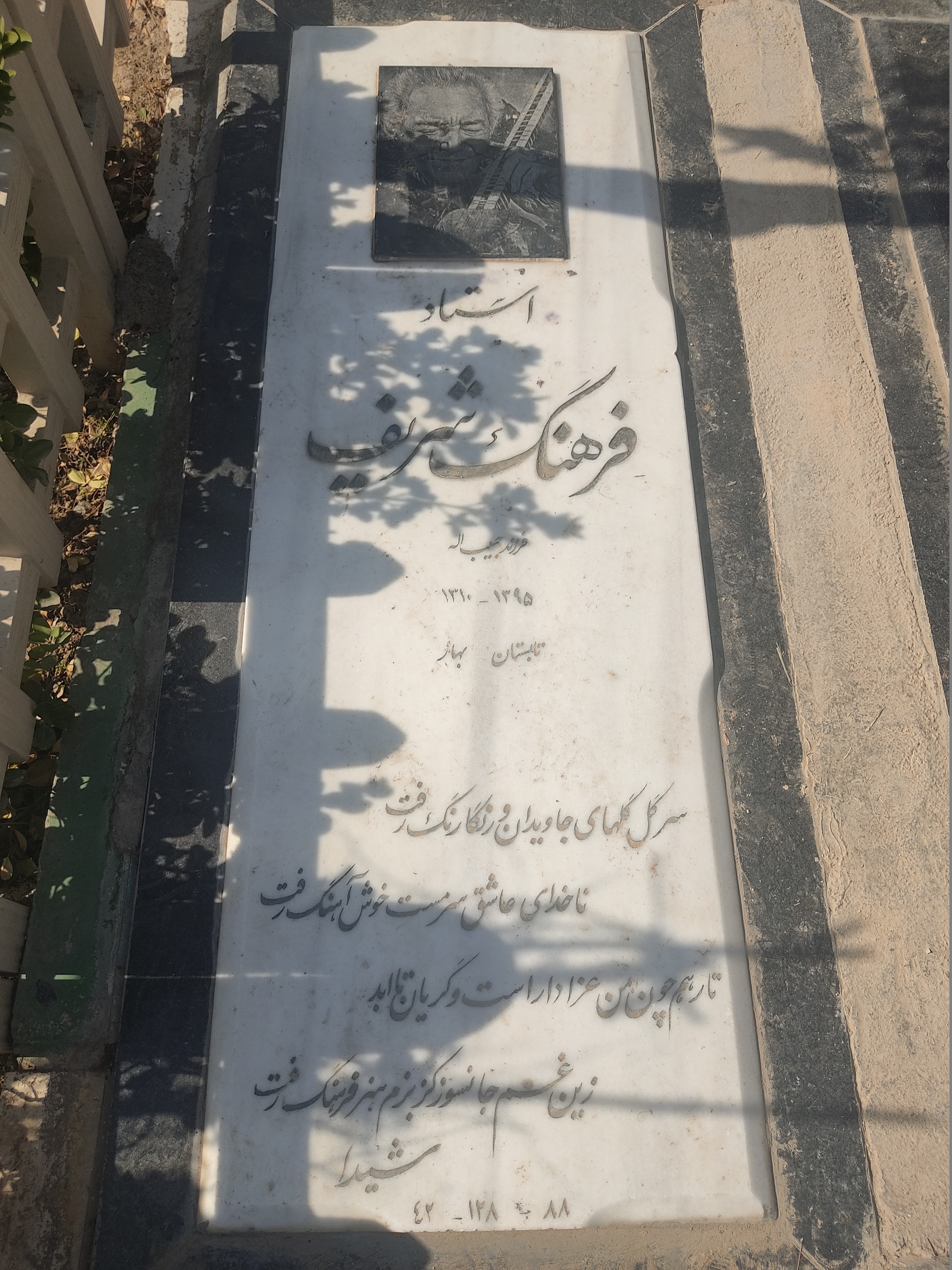
قبر فرهنگ شریف در قطعه هنرمندان بهشت زهرا

فرهنگ شریف در ۱۷ شهریور ۱۳۹۵ در ۸۵ سالگی در تهران درگذشت. و در قطعهٔ هنرمندان بهشت زهرا به خاک سپرده شد.

## آثار
در آرشیو موسیقایی فرهنگ شریف، آثار زیادی را چه در بخش تکنوازی تار و چه در همراهی با خوانندگان مختلف چون ایرج، علی اکبر گلپایگانی، محمود محمودی خوانساری، عبدالوهاب شهیدی، محمدرضا شجریان و … وجود دارد؛ و به عنوان یکی از پرکارترین نوازندگان در برنامه‌های مختلف گلها (گلهای جاویدان، گلهای صحرایی، گلهای رنگارنگ، برگ سبز، یک شاخه گل، گلهای تازه، گلچین هفته، و برنامه تکنوازان رادیو) و ارکستر روح‌الله خالقی و اسدالله ملک همکاری داشته‌اند.
- «من می‌خوام به خونه خدا برم» شعر: لیلا کسری (هدیه) - خواننده: هایده و ترانهٔ «گل گریه» با شعری از از بیژن ترقی و صدای اکبر گلپایگانی
- آثار متعدد در برنامه گل‌ها به همراه آواز بنان، اکبر گلپایگانی، ایرج
- موی سپید با آواز اکبر گلپایگانی
- بزم عاشقان با آواز ایرج و اکبر گلپایگانی
- همایون (برنامه گل‌ها با محمدرضا شجریان)
- عیدانه (برنامه ای بمناسبت عید سعید فطر در چهارگاه با آواز محمدرضا شجریان)
- عالم شیرین (اجرایی در همایون با آواز محمود محمودی خوانساری ویولون حبیب‌الله بدیعی تنبک جهانگیر ملک)
- چشم سیه (اجرایی در شور با آواز نادر گلچین، ویولون حبیب‌الله بدیعی، تنبک جهانگیر ملک)
- شام و سحر (اجرایی در دشتی با حضور هایده، کوروس سرهنگ زاده و آواز محمود محمودی خوانساری، ویولون حبیب‌الله بدیعی، تنبک جهانگیر ملک)
- به یاد دوست (با ویولون حبیب‌الله بدیعی)
- هم نوایی در اصفهان (اجرایی در اصفهان با ویولون پرویز یاحقی، نی محمد موسوی، تنبک جهانگیر ملک)
- شفق (اجرایی در اصفهان با ویولون پرویز یاحقی، نی محمد موسوی، تنبک جهانگیر ملک)
- بزم خراباتیان (اجرایی با آواز محمدرضا شجریان، ویولون پرویز یاحقی، نی محمد موسوی)
- مرید خرابات (اجرایی در بیات ترک با آواز محمدرضا شجریان و تنبک جهانگیر ملک ۱۳۶۳)
- مرغ همایون (اجرایی با آواز محمدرضا شجریان، نی محمد موسوی)
- کوی باده فروشان (با حضور فرهنگ شریف، احمد عبادی، حسن ناهید، علی تجویدی، پرویز یاحقی)
- آینه دار (اجرایی خصوصی در شور)
- به یاد خالدی (اجرایی خصوصی در دشتی ۱۳۷۳)
- دقیقه ای عشق (چهارمضراب مخالف سه گاه با همراهی ویولون علی تجویدی و ضرب امیرناصر افتتاح)
- معراج (بیات اصفهان با ویولون حبیب‌الله بدیعی و تنبک جهانگیر ملک)
- دخترک ژولیده (اجرای قطعات حاضر باش، دخترک ژولیده، رنگ بندباز علینقی وزیری)
- قطره شبنم (با همکاری هنرمندانی چون جلیل شهناز، اسدالله ملک، مجید نجاحی و…)
- صد سال تار (با حضور هنرمندانی چون هوشنگ ظریف، جلیل شهناز، محمدرضا لطفی، علی اکبر شهنازی)
- ۲۳ قطعه برای تار و سه تار (انتشار و نت نگاری کتاب توسط هوشنگ ظریف)

### آلبوم‌ها
- پیوند مهر با آواز محمدرضا شجریان (۱۳۶۳)
- عشاق
- شور معشوق
- کرشمه
- اصفهان
- چنگ اورنگ ۲ و ۱
- زِبَر جَد
- ساز و نوا
- مونس جان ۲ و ۱
- دردانه
- سدره
- نازنین یار
- زخمه (۱۳۸۲)
- عاشقانه‌ها (۱۳۸۳)
- زمرد (۱۳۸۴)
- آه باران با آواز محمدرضا شجریان (۱۳۸۸)
- چنگ اورنگ ۱و۲ (۱۳۹۱)
- سمیرا با همکاری اسدالله ملک
- آناهیتا با همکاری اسدالله ملک ویولون، جهانگیر ملک تنبک
- مینای شکسته با همکاری اسدالله ملک
- غروب کوهستان با همکاری اسدالله ملک
- غنچه پائیز با همراهی ویولون اسدالله ملک
- آزاده با همراهی ویولون اسدالله ملک
- آتش‌افروز با همراهی ویولون اسدالله ملک
- گل افروز با همکاری همایون خرم
- جان افروز با همکاری همایون خرم
- مهر افروز با همکاری همایون خرم
- بهار بهاره باصدای حمیرا آهنگسازی آلبوم و تکنوازی تار

### ترانه‌شناسی
| خواننده    | نام ترانه  | ترانه‌سرا     | آهنگساز    |
| ---------- | ---------- | ------------ | ---------- |
| هایده      | شب میخوونه | هدیه         | فرهنگ شریف |
| شهلا سرشار | چین زلف    | هما میرافشار | فرهنگ شریف |
| شهلا سرشار | قسم        | هما میرافشار | فرهنگ شریف |
| شهلا سرشار | پشیمون     | هما میرافشار | فرهنگ شریف |